# Neosovietisme
El neosovietisme és un concepte ampli que fa referència tant a les decisions polítiques que van existir en l'antiga Unió Soviètica i també a un petit moviment polític que promou el ressorgiment de l'URSS al món modern. Alguns comentaristes han assenyat que el president rus Vladímir Putin recolza molts punts de vista neosoviétics, especialment pel que fa a l'ordre públic i a la defensa estratègica militar.